# Mare de Déu de la Mercè d'Almacelles
Mare de Déu de la Mercè d'Almacelles és una església neoclàssica d'Almacelles (Segrià) inclosa a l'Inventari del Patrimoni Arquitectònic de Catalunya.

## Descripció
Església bastida en pedra dins els cànons de l'art neoclàssic, de façana austera amb gran portalada d'entrada i una rosassa. El campanar és de torre quadrada, amb rellotge, i s'eleva per damunt de tot el poble.
No es coneix la història de l'edifici, però és evident que ha sofert transformacions al llarg del temps.

## Història
El terme d'Almacelles fou concedit al barceloní Melcior de Guàrdia pel rei Carles III per tal que fos repoblat i urbanitzat en el termini de sis anys. De Guàrdia encarregà a Josep Mas Dordal el projecte urbanístic que inclou l'església, la casa del senyor i quaranta cases per a colonitzadors. Aquest projecte constituí el més important intent urbanístic fet per iniciativa particular al temps de la Il·lustració a Catalunya.